# ...a tutte le auto della polizia...
...a tutte le auto della polizia... è un film del 1975 diretto da Mario Caiano.
È tratto dal romanzo Violenza a Roma di Fabio Pittorru e Massimo Felisatti.

## Trama

Luciana Paluzzi (a destra) in una scena

Fiorella Icardi, una ragazzina di 16 anni della Roma "bene", sparisce e il padre, chirurgo e proprietario di una clinica privata, professor Icardi, ne denunzia la scomparsa al capo della squadra mobile Carraro, il quale affida le indagini al commissario Solmi. Il funzionario, affiancato dalla collega Nunziante, dopo qualche giorno rinviene il cadavere della ragazza, uccisa con un colpo di pistola alla nuca e affondata, legata al suo motorino, in un lago; l'autopsia rivela una gravidanza di tre mesi.
La posizione del professore, legato da amicizie influenti a livello politico, limita le possibilità di azione della polizia, ma Solmi — grazie alla testimonianza di Enrico Tummoli, un guardone, titolare di una trattoria in zona laghi che aveva più volte notato la ragazza appartarsi sull'argine del lago, e di Carla, una compagna di scuola di Fiorella — riesce a risalire a una villa, gestita da Franz Pagano, dove le giovani ragazze si prostituiscono con clienti importanti e facoltosi, e al "dottor doberman", un ginecologo che pratica aborti clandestini alle ragazze del giro.
I tre testimoni, nonostante la loro reticenza, vengono uccisi. Solmi, non credendo all'ipotesi dell'omicidio compiuto da Tummoli, trovato impiccato nella sua trattoria, prosegue tuttavia le indagini che lo porteranno al professor Giacometti, amico e socio in affari di Icardi, il quale, dopo avere iniziato una relazione con Fiorella, rimasta incinta e rifiutandosi di abortire, l'aveva uccisa per evitare di compromettere la sua posizione professionale e privata.

## Produzione
Come consuetudine diffusa in parecchi film poliziotteschi dell'epoca, alcune scene venivano ri-utilizzate in più film. In questo caso la sequenza della ricerca delle unità cinofile è la stessa già vista in La polizia chiede aiuto del 1974. Sempre in tema di riutilizzo, i nomi dei funzionari di Polizia Carraro, Solmi e Nunziante (rispettivamente interpretati da Enrico Maria Salerno, Antonio Sabàto e Luciana Paluzzi), come pure i rispettivi gradi, sono identici a quelli usati dai medesimi sceneggiatori/soggettisti Massimo Felisatti e Fabio Pittorru nell'antecedente serie Rai Qui squadra mobile, trasmessa nel 1973. Anche il background umano di Fernando Solmi nel film, descritto con pochi semplici accenni nei dialoghi secondari, coincide largamente con quello del personaggio omonimo nella miniserie: ambedue sono infatti padri single di un bambino, rimasti vedovi a causa di un incidente stradale.

### Riprese
Gran parte delle scene, in particolare l'uccisione della ragazza e l'inseguimento finale, sono state girate presso il lago Albano; la villa delle prostitute si trova a Corcolle, frazione di Roma; il resto delle riprese esterne in vari punti di Roma.

## Distribuzione
...a tutte le auto della polizia... venne distribuito nel circuito cinematografico italiano il 28 agosto 1975.

### Censura
Nella prima revisione, al fine di ricevere l'autorizzazione di distribuzione, furono tagliate le seguenti scene:
1. Taglio dell'inquadratura dal basso delle scene dello spogliarello della ragazza bruna;
2. Taglio del dettaglio del tampone di ovatta nella scena del ginecologo, a cominciare dal momento in cui il ginecologo si toglie i guanti.

Con tali modifiche, il film fu distribuito col divieto ai minori di 18 anni.
Nella seconda revisione del 1985, atta ad abbassare il divieto dai minori di 18 a quello di 14 e permettere così il passaggio del film in televisione, furono eseguiti ulteriori modifiche:
1. Taglio della scena relativa ad un uomo e una donna che si stringono freneticamente sul prato;
2. Alleggerimento della scena delle donne che si spogliano nella villa con soppressione delle sequenze relative ai dettagli della ragazza che si spoglia accarezzata da un uomo;
3. Alleggerimento della scena dell'uccisione del ginecologo con taglio delle sequenze relative alla fuoriuscita di sangue dalla gola;
4. Alleggerimento della scena  relativa all'uccisione della ragazza che fa il bagno con taglio della sequenza relativa al corpo della ragazza insanguinato che striscia per terra.

Nel 1998, per ottenere la rimozione di qualunque divieto, furono apportate ulteriori e numerose modifiche:
1. Nella scena del ritrovamento del cadavere di Fiorella, eliminazione del primo piano del cadavere mentre il poliziotto ne esamina la testa;
2. Nella scena nella stanza dell'obitorio, eliminazione della panoramica con al centro il cadavere della ragazza nuda sulla lettiga;
3. Riduzione della sequenza in cui una donna ed un uomo sono in procinto di accoppiarsi sul prato;
4. Riduzione delle immagini della svestizione e successivo avvicinamento del guardone e dell'inquadratura dei corpi avvinghiati;
5. Eliminazione del primo piano dei due corpi avvinghiati a terra e del primo piano del guardone;
6. Riduzione della sequenza delle ragazze che si spogliano nella villa viste nel filmino esaminato dalla polizia;
7. Eliminazione delle inquadrature della ragazza bionda, da quando si sfila le mutandine a quando chiude la finestra;
8. Eliminazione della sequenza in cui, dopo il commento dei poliziotti sul filmino, si vede (per la seconda volta) la seconda ragazza in camera con un uomo;
9. Riduzione dell'inquadratura della ragazza che balla e si spoglia osservata da un uomo seduto: eliminazione della parte in cui si sfila le mutandine;
10. Eliminazione della sequenza nello studio del ginecologo che sta praticando un aborto e occulta il corpo addormentato della ragazza nello sgabuzzino all'arrivo della polizia per indagini;
11. Nella scena dell'uccisione del ginecologo: eliminazione del primo piano della recisione della gola dell'uomo;
12. Eliminazione delle inquadrature dei fiotti di sangue che fuoriescono dalla gola del ginecologo mentre l'assassino si accerta che sia morto;
13. Eliminazione quasi totale della scena dell'uccisione della ragazza nella vasca da bagno: eliminazione dell'inquadratura del pavimento con gocce di sangue a fine sequenza.

## Accoglienza

### Critica
(Leo Pestelli)
(Achille Valdata)